# هوکوایلر
هوکوایلر (به آلمانی: Hockweiler) یک شهر در آلمان است که در تریر-زاربورگ واقع شده‌است. هوکوایلر ۲۷۸ نفر جمعیت دارد.